# Schönhauser Allee 147
Das Mietshaus Schönhauser Allee 147 ist ein Wohnhaus und ein Baudenkmal in der Schönhauser Allee im Ortsteil Prenzlauer Berg des Berliner Bezirks Pankow.

## Beschreibung
Der Entwurf und die Ausführung vom viergeschossigen Mietshaus oblagen dem Maurermeister R. Garbe. Bauherr war wohl der Holzhändler C. Böhm. Das Gebäude wurde in den Jahren 1873 und 1874 errichtet. Die reich verzierte, gründerzeitliche Fassade ist typisch für die Schönhauser Allee. Zudem ist es gegliedert durch Erker mit Säulenstellungen und hat eine reiche variierende Fensterverdachungen. Das Vorderhaus wurde zum Teil mit Bädern ausgestattet; die Toiletten für die Arbeiterwohnungen wurden in Stallungen des Hofes der Hinterhäuser untergebracht.